# Merelim (São Pedro) e Frossos
Merelim (São Pedro) e Frossos (oficialmente: União das Freguesias de Merelim (São Pedro) e Frossos) é uma freguesia portuguesa do município de Braga, com 3,15 km² de área e 3845 habitantes (censo de 2021). A sua densidade populacional é 1 220,6 hab./km².

## História
Foi constituída em 2013, no âmbito de uma reforma administrativa nacional, pela agregação das antigas freguesias de São Pedro de Merelim e Frossos e tem a sede em São Pedro de Merelim.

## Demografia
A população registada nos censos foi:
| Distribuição da População por Grupos Etários | Distribuição da População por Grupos Etários | Distribuição da População por Grupos Etários | Distribuição da População por Grupos Etários | Distribuição da População por Grupos Etários | Distribuição da População por Grupos Etários |
| -------------------------------------------- | -------------------------------------------- | -------------------------------------------- | -------------------------------------------- | -------------------------------------------- | -------------------------------------------- |
| Antes da agregação                           |                                              |                                              |                                              |                                              |                                              |
| Ano                                          | 0-14 anos                                    | 15-24 anos                                   | 25-64 anos                                   | >= 65 anos                                   | Total                                        |
| 2001                                         | 620                                          | 461                                          | 1751                                         | 301                                          | 3133                                         |
| 2011                                         | 645                                          | 475                                          | 2136                                         | 470                                          | 3726                                         |
| Após a agregação                             |                                              |                                              |                                              |                                              |                                              |
| Ano                                          | 0-14 anos                                    | 15-24 anos                                   | 25-64 anos                                   | >= 65 anos                                   | Total                                        |
| 2021                                         | 519                                          | 476                                          | 2177                                         | 673                                          | 3845                                         |